# Graham Bonnet
Graham Bonnet (23 de diciembre de 1947, Lincolnshire, Inglaterra), es un cantante británico, reconocido por su asociación con las bandas Rainbow, Michael Schenker Group, Impellitteri y Alcatrazz. Su estilo ha sido descrito como "una mixtura entre Don Johnson en Miami Vice y James Dean". También es conocido por su versátil voz, que puede ser poderosa y suave a la vez. Ha reconocido en varias oportunidades que es "un autodidacta, sin disciplina para tomar lecciones".

## Carrera

### Inicios
Graham Bonnet tuvo una carrera muy intermitente. Su primer hit fue con el dúo The Marbles en 1968, con el sencillo “Only One Woman”, el cual llegó al puesto número 5 en las listas de éxitos británicas.
Bonnet se dedicó entonces a hacer jingles publicitarios. En 1974 apareció en cine en la comedia británica Three For All como cantante de ‘Billy Beethoven’, una banda de ficción, acompañado de varias notables personalidades de la comedia inglesa y de su entonces compañera Adrienne Posta, sin embargo las líneas de su personaje se limitaban a solo dos palabras.
En 1977 lanzó su álbum debut, el cual fue disco de oro en Australia. El sencillo, “It’s All Over Now Baby Blue”, un cover de la canción de Bob Dylan, también alcanzó el top 5 en Australia en 1977, y el año siguiente el sencillo “Warm Ride”, escrito por los Bee Gees, y que había quedado de las sesiones de Saturday Night Fever, alcanzó el número uno allí.

### Rainbow yLine-Up
Elegido por Ritchie Blackmore para reemplazar a Ronnie James Dio en las filas de Rainbow, cantó en el álbum Down To Earth, el cual tuvo dos hit singles en 1980; “Since You Been Gone” y “All Night Long”. Bonnet también estuvo con el grupo encabezando la inauguración del festival Monsters of Rock en Castle Donington.
El tiempo de Bonnet con Rainbow fue corto, dejando la banda para retomar su carrera solista, lanzando el álbum Line-Up en 1981, acompañado del productor John Eden. Para la grabación del disco, Bonnet reunió a varios músicos de rock bien conocidos incluyendo a Jon Lord (tecladista de Deep Purple y Whitesnake), Cozy Powell (baterista de Whitesnake y Rainbow), Francis Rossi (guitarrista de Status Quo), Micky Moody (guitarrista de Whitesnake) y al bajista Gary Twigg. Por esa época, Bonnet cantó en un anuncio de Levi's (la canción se llamaba “This Eyes”), sin embargo nunca fue editada.

### Michael Schenker Group, Alcatrazz e Impellitteri
Tentado por un ofrecimiento de Michael Schenker exguitarrista de UFO, Bonnet se une a Michael Schenker Group para grabar el álbum Assault Attack. Paralelamente fundó la banda Alcatrazz, con Gary Shea (bajo) y Jimmy Waldo (teclados) de la banda New England, Jan Uvena (baterista de Alice Cooper) y el virtuoso guitarrista sueco Yngwie Malmsteen. La banda tuvo un gran éxito en Japón con No Parole From Rock 'n' Roll en 1983. Otros discos grabados por la agrupación fueron Live Sentence, Disturbing the Peace con el guitarrista Steve Vai (ex Frank Zappa) y Dangerous Games con Danny Johnson en la guitarra. El último álbum incluía una nueva versión de “Only One Woman” de The Marbles.
Alcatrazz se separó en 1987.
Los proyectos de Bonnet posteriores a Alcatrazz han sido de corta vida e incluyen Blackthorne (trabajando con Bob Kulick, exguitarrista de Balance y Kiss), algunos coros para la banda danesa Pretty Maids en su disco Future World y numerosas sesiones para Forcefield, apareciendo en To Ozz And Back y en Let The Wild Run Free. En 1988 el cantante se unió a Impellitteri, para su álbum Stand In Line.

### Otros proyectos
En una aparición en la adaptación musical de Wind In The Willows de Eddie Hardin y Pete York, presentada en vivo en Alemania en 1991, se lo puede ver a Bonnet cantando en seis de las canciones acompañado por Jon Lord, Don Airey y Ray Fenwick, entre otros. Fenwick y Airey también tuvieron una participación importante en el álbum de 1991 de Bonnet como solista Here Comes The Night, que incluye varias versiones y canciones escritas por su esposa Jo Eime, y otra versión de “Only One Woman” de The Marbles.
En 1997 el músico lanzó Underground, un nuevo álbum solista, que lo llevó a reencontrarse con sus fanáticos de Japón. The Day I Went Mad de 1999 contó con la colaboración de los guitarristas Slash, Vivian Campbell, Bruce Kulick y Mario Parga.
Bonnet contribuyó con sus voces en el 2000 para la banda japonesa Anthem en su disco Heavy Metal Anthem, el cual incluía nuevas versiones de los clásicos de la banda.
Bonnet volvió a juntarse con Impellitteri en el 2000 para su álbum System X. Mientras tanto su álbum de 1999 editado en Japón tuvo su lanzamiento en Inglaterra en el año 2001.
Al final de ese año, Bonnet hizo un tour solista por Inglaterra. Su banda incluía al tecladista Don Airey, al bajista Chris Childs, al baterista Harry James y al guitarrista Dario Mollo.
A principios del 2004 Bonnet trabajó nuevamente con Mollo en su nuevo proyecto, Elektric Zoo, girando por Europa durante el mes de abril. Manteniendo la conexión italiana, el cantante también participó junto a Matteo Filippini en su proyecto Moonstone, en el tema “Not Dead Yet”.
En el 2006 Bonnet contribuyó con las voces en el álbum Welcome To America de Taz Taylor. El siguiente año estuvo de gira por Inglaterra con Taylor. Un alcohólico en recuperación, Bonnet mostró en escena durante esta gira que ha estado sobrio desde 2004.
El 18 de diciembre de 2010 Bonnet se presenta junto a Walter Giardino, guitarrista de Rata Blanca, en El Teatro Flores de Buenos Aires, Argentina.
En abril de 2014 se une al proyecto llamado Stardust Reverie, un supergrupo donde militan Zak Stevens, Lynn Meredith , Zuberoa Aznarez, Bill Hudson y Melissa Ferlaak, y con ellos graba Ancient Rites of the Moon, cosechando buenas críticas especialmente por la canción "Conqueror of Both".

### Actualidad
En 2015 graba con su nueva banda Graham Bonnet Band los sencillos "The Kingdome Come" y "The Mirror Lies". En 2016 publica con su banda el disco "The Book" con Jimmy Waldo (ex-Alcatrazz) en los teclados. Este mismo año se reúne con Gary Shea y Jimmy Waldo, integrantes originales de Alcatrazz, para dar algunas presentaciones. En 2018 graba el disco Meanwhile Back In The Garage. En el 2019, Bonnet se presentó con su banda y también con Alcatrazz junto a Jimmy Waldo y su nuevo guitarrista, el virtuoso Joe Stump.

## Discografía

### The Marbles
- "Only One Woman" / "By The Light Of A Burning Candle"
- "Only One Woman" / "The Walls Fell Down"
- "Only One Woman" / "The Pushbike Song" (The Mixtures) Old Gold
- "Only One Woman" / "August October" (Robin Gibb) 2 Super Oldies
- "The Walls Fell Down" / "Love You"
- "I Can't See Nobody" / "Little Boy"
- "Breaking Up Is Hard To Do" / "Daytime"
- "Breaking Up Is Hard To Do" / "Little Laughing Girl"
- "Breaking Up Is Hard To Do" / "I Can't See Nobody"
- "Breaking Up Is Hard To Do" / "A House Is Not A Home"
- 1970 "The Marbles" (LP)
- 1970 "The Marbles Featuring Graham Bonnet" (LP)
- 1994 "Marble-ized"
- 2003 "The Marbles"

### Baby Blue
- 1977 It's All Over Now, Baby Blue / Heroes On My Picture Wall

### Ed Welch and Spike Milligan
- 1976 The Snow Goose

### Solo
- Graham Bonnet (1977)
- No Bad Habits (1978)
- Can't Complain (1979)
- Line Up (1981)
- Here Comes The Night (1991)
- Underground (1997)
- The Day I Went Mad (1999)

### Graham Bonnet Band
- My Kingdome Come EP (2015)
- The Book (2016)
- Meanwhile Back In The Garage (2018)
- Day Out In Nowhere (2022)

### Rainbow
- Down to Earth (1979)
- The Very Best of Rainbow (1997)

### Michael Schenker Group (MSG)
- Assault Attack (1982)
- Tales Of Rock'n'Roll (2006)

### Alcatrazz
- No Parole From Rock 'n' Roll (1983)
- Live Sentence (1984)
- Disturbing the Peace (1985)
- Dangerous Games (1986)
- The Best Of Alcatrazz (1998)
- Parole Denied: Live in Tokyo 2017 (2017)
- Born Innocent (2020)

### Eddie Hardin
- 1985 Wind In The Willows
- 1992 A Rock Concert

### Pretty Maids
- 1987 Future World

### Forcefield
- 1989 Forcefield III: To Oz And Back
- 1990 Forcefield IV: Let The Wild Run Free

### Blackthorne
- 1994 Afterlife

### Anthem
- 2001 Heavy Metal Anthem

### Impellitteri
- 1988 Stand In Line
- 2002 System X

### Elektric Zoo (Dario Mollo)
- 2004 Elektric Zoo

### Moonstone Project (Matteo Filippini)
- 2006 Time To Take A Stand

### Taz Taylor Band featuring Graham Bonnet
- 2006 Welcome to America

### J21
- 2008 Yellow Mind:Blue Mind

### Stardust Reverie
- 2014 Ancient Rites of the Moon

## Bandas
En orden cronológico
- The Marbles
- Rainbow
- MSG
- Alcatrazz
- Impellitteri
- Forcefield
- Blackthorne
- Anthem
- J21
- Stardust Reverie